# Belagile
Un belagile (en català: herbolari; del basc: belar: herba i langile: treballador) és aquell que, amb poders que es creu que provenen dels esperits malignes o del diable, realitza ritus màgics per fer mal a algú, especialment a un enemic. És semblant a la Sorgina basca i a la Meiga gallega.
Segons la mitologia basca, es tracta quasi sempre d'una dona i pot causar danys com ara la pèrdua de la collita, les plagues del blat i dels molins, les malalties, mal d'ull, la mort de nens, etc.

## En la literatura
A El guardián invisible es descriu un dels personatges com a belagile, però a diferència dels belagiles, té una ferida a la cara.